# Rudolf Kallas

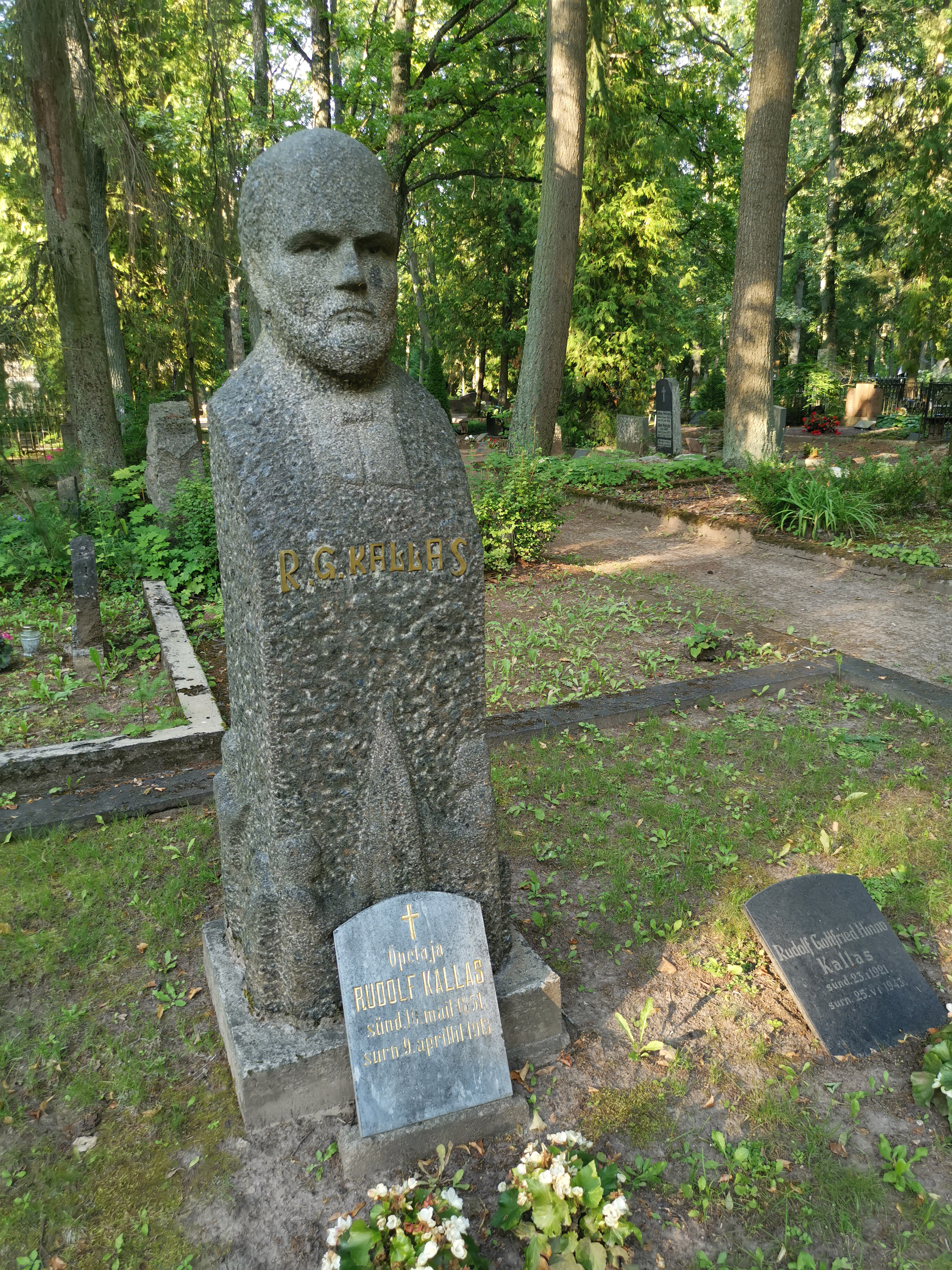
Grab auf dem Friedhof Tartu (Raadi kalmistu)

Rudolf Gottfried Kallas (auch Rudolph, * 10. Maijul. / 22. Mai 1851greg. in Kaarma; † 9. Apriljul. / 22. April 1913greg. in Sankt Petersburg) war ein estnischer Pastor und gesellschaftlicher Aktivist.

## Leben
Kallas ging bis 1867 auf Saaremaa zur Schule und lernte dort Jakob Hurt kennen, der zeitweise Lehrer in Kuressaare war. Aufgrund gesundheitlicher Probleme schien eine höhere Schulbildung jedoch zunächst ausgeschlossen. Von 1869 bis 1871 besuchte Kallas das Lehrerseminar in Tartu, wo er danach bis 1875 Volksschullehrer war. Nachdem sich seine Gesundheit erheblich gebessert hatte, konnte er von 1876 bis 1878 seine Schulbildung auf dem Tallinner Gouvernementsgymnasium fortsetzen und nach dem Abitur von 1878 bis 1883 an der Kaiserlichen Universität Dorpat Theologie studieren. Während seines Studiums hörte er auch Vorlesungen von Gustav Teichmüller. 1884 trat er seine erste Pfarrstelle in Valga an, 1887 wechselte er nach Rõuge und von 1902 an war er bis zu seinem Tode Pastor an der Johanniskirche in Sankt Petersburg.
Der estnische Diplomat und Folklorist Oskar Kallas war sein jüngerer Bruder, der Theologe und Dichter Axel Kallas sein Sohn.

## Tätigkeit
Während seiner Zeit als Lehrer verfasste Kallas zahlreiche Rechen- und Mathematikbücher, die teilweise die ersten estnischsprachigen Exemplare ihrer Art waren. Später schrieb er diverse Bücher und Broschüren theologischen Inhalts, die weite Verbreitung fanden. Aus seinem Interesse an der estnischen Volksdichtung ist ein umfangreiches psychologisches Werk hervorgegangen.
Kallas war an vielen Aktivitäten im Zusammenhang mit der nationalen Emanzipationsbewegung der Esten beteiligt. So war er seit 1871 Generalsekretär des Komitees für die Estnische Alexanderschule, von 1872 bis 1875 Sekretär des Estnischen Literatenvereins und später Vorstandsmitglied, und seit 1873 war er Mitglied des Vereins Studierender Esten. In dieser Eigenschaft nahm er im Juni 1884 in Otepää die Fahnenweihe der Flagge des Vereins vor, die später die estnische Nationalflagge wurde.

## Sekundärliteratur
- Harry Haamer: Rudolf Kallase elulugu. Eesti Kirik, Tallinn 1929. 53 S.
- Karl Raudsepp: Rudolf Gottfried Kallas. Tema elu, töö ja selle panus eesti rahvale. Kirjastus Oma Press, Toronto 1988. 40 S.
- Olaf Prinits: Rudolf Gottfried Kallas koolimatemaatikuna. Lisa: Rudolf Kallase elulugu. Tema enese kirjutatud, on: Akadeemia 4/1991, S. 843–862.